# Mitja Mahorič
Mitja Mahorič (Ptuj, 12 mei 1976) is een Sloveens voormalig wielrenner; hij gold als een sterk tijdrijder en werd tweemaal Sloveens kampioen tijdrijden.

## Belangrijkste overwinningen
1998
- Jongerenklassement Ronde van Slovenië

2000
- 4e etappe Ronde van Slovenië
- Berg- en puntenklassement Ronde van Slovenië

2001
- Sloveens kampioen tijdrijden, Elite

2003
- Sloveens kampioen tijdrijden, Elite
- Eindklassement Ronde van Slovenië

2004
- 5e etappe + eindklassement Ronde van Slovenië

2005
- Sloveens kampioen op de weg, Elite

2006
- Raiffeisen Grand Prix

2007
- 3e etappe Ronde van Kroatië
- 3e etappe Ronde van Loir-et-Cher

2008
- 11e etappe Ronde van Cuba
- 1e en 2e etappe + eindklassement The Paths of King Nikola
- Beograd-Cacak
- Bergklassement Ronde van Slovenië

2009
- Eindklassement Istrian Spring Trophy

Fajt · Gnezda · Gorenc · Hočevar · Jarc · Kump · Mahorič · Murn · Music · Nose · Palandri · Zagar
Fajt · Furdi · Gnezda · Gorenc · Haller · Hočevar · Jarc · Mahorič · Nose · Segina · Zagar